# Coupe de la confédération 2018
Navigation
Édition précédente Édition suivante
La Coupe de la confédération Total 2018 est la 15e édition de la Coupe de la confédération, seconde compétition de football africaine de clubs, mettant aux prises les meilleures formations non qualifiées pour la Ligue des champions de la CAF.
Le principal changement dans la compétition depuis 2017 est, comme pour la Ligue des champions, le passage de la phase de poules de huit à seize formations. De plus, ce ne sont plus huit mais seize équipes qui sont reversées de la Ligue des champions vers la Coupe de la confédération.

## Sponsoring
En juillet 2016, Total a annoncé avoir passé un accord de sponsoring avec la Confédération Africaine de Football (CAF). L’accord vaut pour les huit prochaines années et concernera les dix principales compétitions organisées par la CAF, dont la Coupe de la Confédération de la CAF, qui est désormais baptisée "Coupe de la Confédération de la CAF Total" ou "Coupe de la Confédération Total".

## Participants
- Théoriquement, jusqu'à 56 fédérations membres de la CAF peuvent inscrire une formation en Coupe de la confédération 2018.
- Les 12 pays les mieux classés en fonction du Classement 5-Year de la CAF peuvent inscrire 2 équipes par compétition. Pour la compétition de cette année, la Confédération africaine de football va utiliser Classement 5-Year de la CAF d'entre 2012 et 2017. En conséquence, 56 clubs ont pu entrer dans le tournoi.

## Calendrier
Voici le calendrier officiel publié sur le site Internet de la CAF.
| Nom                                             | Tirage au sort   | Match aller                            | Match retour                                   | Nombre de participants |
| ----------------------------------------------- | ---------------- | -------------------------------------- | ---------------------------------------------- | ---------------------- |
| Tours de qualification (2018)                   |                  |                                        |                                                |                        |
| Tour préliminaire                               | 21 décembre 2017 | 9, 10, 11 février                      | 20, 21 février                                 | 56                     |
| Seizièmes de finale                             | 21 décembre 2017 | 6, 7 mars                              | 16, 17, 18 mars                                | 32 (28+5)              |
| Seizièmes de finale Bis                         | 21 mars 2018     | 9 avril                                | 17, 18 avril                                   | 32 (16+16)             |
| Phase de groupes (2018)                         |                  |                                        |                                                |                        |
| Journées 1 et 5 Journées 2 et 6 Journées 3 et 4 | 20 avril 2018    | 4, 5, 6 mai 15, 16 mai 17, 18, 19 août | 17, 18, 19 août 28, 29 août 27, 28, 29 juillet | 16                     |
| Phase finale (2018)                             |                  |                                        |                                                |                        |
| Quarts de finale                                | Septembre 2018   | septembre                              | septembre                                      | 8                      |
| Demi-finales                                    | Septembre 2018   | 3 octobre                              | 24 octobre                                     | 4                      |
| Finale                                          |                  | 25 novembre                            | 2 décembre                                     | 2                      |

## Tours de qualification

### Tour préliminaire
10 équipes sont  exemptées lors de ce tour :
- USM Alger
- Raja CA
- Zamalek SC
- Enyimba FC
- DC Motema Pembe
- Supersport United
- Al Ahly Shendi
- Al Hilal Obayid
- Club Africain
- Nkana FC

Les matchs aller se jouent les 9, 10 et 11 février 2018 alors que les matchs retour se jouent les 20 et 21 février 2018.
| Match | Équipe 1           | Résultat | Équipe 2                 | Aller | Retour | Tab |
| ----- | ------------------ | -------- | ------------------------ | ----- | ------ | --- |
| 1     | Petro Luanda       | 5 - 0    | Masters Security         | 5 - 0 | 0 - 0  | -   |
| 2     | Young Buffaloes    | 0 - 2    | Cape Town City FC        | 0 - 1 | 0 - 1  | -   |
| 3     | Costa do Sol       | 2 - 0    | Jwaneng Galaxy           | 1 - 0 | 1 - 0  | -   |
| 4     | Energie FC         | 2 - 1    | Hafia FC                 | 1 - 0 | 1 - 1  | -   |
| 5     | APR FC             | 6 - 1    | Anse Réunion FC          | 4 - 0 | 2 - 1  | -   |
| 6     | Djoliba AC         | forfait  | ELWA United              |       |        |     |
| 7     | AFC Leopards       | 1 - 1    | Fosa Juniors FC          | 1 - 1 | 0 - 0  | -   |
| 8     | Ngazi Sport        | 2 - 5    | AS Port-Louis 2000       | 1 - 1 | 1 - 4  | -   |
| 9     | AS Mangasport      | 1 - 2    | AS Maniema Union         | 0 - 1 | 1 - 1  | -   |
| 10    | Olympique Star     | 1 - 0    | EF Ouagadougou           | 0 - 0 | 1 - 0  | -   |
| 11    | New Star de Douala | 2 - 2    | Deportivo Niefang        | 2 - 1 | 0 - 1  | -   |
| 12    | AS Tanda           | 0 - 1    | CS La Mancha             | 0 - 0 | 0 - 1  | -   |
| 13    | Akwa United FC     | 3 - 2    | Hawks FC                 | 1 - 2 | 2 - 0  | -   |
| 14    | Al Ittihad Tripoli | 4 - 0    | Sahel SC                 | 1 - 0 | 3 - 0  | -   |
| 15    | US Ben Guerdane    | forfait  | Al Hilal Juba            |       |        |     |
| 16    | Asante Kotoko      | 1 - 2    | CARA Brazzaville         | 1 - 0 | 0 - 2  | -   |
| 17    | AS Onze Créateurs  | 1 - 3    | CR Belouizdad            | 1 - 1 | 0 - 2  | -   |
| 18    | Al Masry Club      | 5 - 2    | Green Buffaloes          | 4 - 0 | 1 - 2  | -   |
| 19    | Simba SC           | 5 - 0    | AS Gendarmerie Nationale | 4 - 0 | 1 - 0  | -   |
| 20    | RS Berkane         | 3 - 2    | Mbour PC                 | 2 - 1 | 1 - 1  | -   |
| 21    | Africa Sports      | 1 - 2    | FC Nouadhibou            | 1 - 1 | 0 - 1  | -   |
| 22    | Zimamoto FC        | 1 - 2    | Welayta Dicha            | 1 - 1 | 0 - 1  | -   |

### Premier tour
La manche aller se déroulera le 6,7 et 8 mars et le retour les 16,17 et 18 mars.
| Match | Équipe 1           | Résultat | Équipe 2          | Aller | Retour | Tab   |
| ----- | ------------------ | -------- | ----------------- | ----- | ------ | ----- |
| 23    | Petro Luanda       | 1 - 2    | Supersport United | 0 - 0 | 1 - 2  | -     |
| 24    | Costa do Sol       | 2 - 2    | Cape Town City    | 0 - 1 | 2 - 1  | -     |
| 25    | Energie Sport FC   | 2 - 5    | Enyimba FC        | 0 - 2 | 2 - 3  | -     |
| 26    | Djoliba AC         | 2 - 2    | APR FC            | 1 - 0 | 1 - 2  | -     |
| 27    | ASPL 2000          | 0 - 3    | Fosa Juniors FC   | 0 - 2 | 0 - 1  | -     |
| 28    | AS Maniema Union   | 3 - 3    | USM Alger         | 2 - 2 | 1 - 1  | -     |
| 29    | Olympique Star     | 0 - 6    | Al Hilal Obayid   | 0 - 0 | 0 - 6  | -     |
| 30    | DC Motema Pembe    | 1 - 2    | Deportivo Niefang | 1 - 1 | 0 - 1  | -     |
| 31    | CS La Mancha       | 4 - 2    | Al Ahly Shendi    | 3 - 0 | 1 - 2  | -     |
| 32    | Al Ittihad Tripoli | 1 - 1    | Akwa United FC    | 1 - 0 | 0 - 1  | 2 - 3 |
| 33    | CARA Brazzaville   | 4 - 3    | US Ben Guerdane   | 3 - 0 | 1 - 3  | -     |
| 34    | CR Belouizdad      | 3 - 1    | Nkana FC          | 3 - 0 | 0 - 1  | -     |
| 35    | Simba SC           | 2 - 2    | Al Masry Club     | 2 - 2 | 0 - 0  | -     |
| 36    | RS Berkane         | 4 - 1    | Club africain     | 3 - 1 | 1 - 0  | -     |
| 37    | Raja CA            | 5 - 3    | FC Nouadhibou     | 1 - 1 | 4 - 2  | -     |
| 38    | Welayta Dicha      | 3 - 3    | Zamalek SC        | 2 - 1 | 1 - 2  | 4 - 3 |

### Second tour
Les perdants au premier tour de la Ligue des champions sont repêchés et affronteront les vainqueurs du premier tour de la Coupe de la confédération. Un tirage au sort sera effectué pour déterminer les affiches.
| Match | Équipe 1          | Résultat | Équipe 2          | Aller | Retour | Tab   |
| ----- | ----------------- | -------- | ----------------- | ----- | ------ | ----- |
| 39    | Gor Mahia         | 2 - 2    | Supersport United | 1 - 0 | 1 - 2  | -     |
| 40    | Rayon Sports      | 3 - 2    | CD Costa do Sol   | 3 - 0 | 0 - 2  | -     |
| 41    | Wits University   | 1 - 1    | Enyimba FC        | 1 - 1 | 0 - 0  | -     |
| 42    | MFM Football Club | 0 - 1    | Djoliba AC        | 0 - 1 | 0 - 0  | -     |
| 43    | Aduana Stars      | 7 - 3    | Fosa Juniors FC   | 6 - 1 | 1 - 2  | -     |
| 44    | Plateau United    | 2 - 5    | USM Alger         | 2 - 1 | 0 - 4  | -     |
| 45    | UD Songo          | 4 - 3    | Al Hilal Obayid   | 3 - 1 | 1 - 2  | -     |
| 46    | Williamsville AC  | 2 - 0    | Deportivo Niefang | 2 - 0 | 0 - 0  | -     |
| 47    | AS Vita Club      | 6 - 1    | CS La Mancha      | 1 - 0 | 5 - 1  | -     |
| 48    | Al Hilal Omdurman | 3 - 3    | Akwa United       | 2 - 0 | 1 - 3  | -     |
| 49    | Saint-George SC   | 1 - 1    | CARA Brazzaville  | 1 - 0 | 0 - 1  | 3 - 4 |
| 50    | ASEC Mimosas      | 1 - 0    | CR Belouizdad     | 1 - 0 | 0 - 0  | -     |
| 51    | CF Mounana        | 2 - 3    | Al-Masry Club     | 1 - 1 | 1 - 2  | -     |
| 52    | Génération Foot   | 3 - 3    | RS Berkane        | 3 - 1 | 0 - 2  | -     |
| 53    | Zanaco FC         | 0 - 5    | Raja CA           | 0 - 2 | 0 - 3  | -     |
| 54    | Young Africans    | 2 - 1    | Welayta Dicha     | 2 - 0 | 0 - 1  | -     |

## Phase de poules
Le tirage au sort s'est déroulé au Caire le samedi 21 avril 2018  à 12:00 GMT.

### Groupe A
| Rang | Équipe       | Pts | J | G | N | P | Bp | Bc | Diff |  | Résultats (▼ dom., ► ext.) |     |     |     |     |
| ---- | ------------ | --- | - | - | - | - | -- | -- | ---- |  | -------------------------- | --- | --- | --- | --- |
| 1    | Raja CA      | 11  | 6 | 3 | 2 | 1 | 14 | 5  | +9   |  | Raja CA                    |     | 0-0 | 4-0 | 6-0 |
| 2    | AS Vita Club | 10  | 6 | 3 | 1 | 2 | 8  | 5  | +3   |  | AS Vita Club               | 2-0 |     | 3-1 | 2-0 |
| 3    | ASEC Mimosas | 9   | 6 | 3 | 0 | 3 | 6  | 8  | -2   |  | ASEC Mimosas               | 0-1 | 2-0 |     | 2-1 |
| 4    | Aduana Stars | 4   | 6 | 1 | 1 | 4 | 5  | 15 | -10  |  | Aduana Stars               | 3-3 | 2-1 | 0-2 |     |

### Groupe B
| Rang | Équipe            | Pts | J | G | N | P | Bp | Bc | Diff |  | Résultats (▼ dom., ► ext.) |     |     |     |     |
| ---- | ----------------- | --- | - | - | - | - | -- | -- | ---- |  | -------------------------- | --- | --- | --- | --- |
| 1    | RS Berkane        | 13  | 6 | 4 | 1 | 1 | 7  | 2  | +5   |  | RS Berkane                 |     | 0-0 | 2-1 | 1-0 |
| 2    | Al-Masry Club     | 12  | 6 | 3 | 3 | 0 | 7  | 2  | +5   |  | Al-Masry Club              | 1-0 |     | 2-0 | 2-0 |
| 3    | UD Songo          | 3   | 6 | 0 | 3 | 3 | 5  | 10 | -5   |  | UD Songo                   | 0-2 | 1-1 |     | 1-1 |
| 4    | Al Hilal Omdurman | 3   | 6 | 0 | 3 | 3 | 4  | 9  | -5   |  | Al Hilal Omdurman          | 0-2 | 1-1 | 2-2 |     |

### Groupe C
| Rang | Équipe           | Pts | J | G | N | P | Bp | Bc | Diff |  | Résultats (▼ dom., ► ext.) |     |     |     |     |
| ---- | ---------------- | --- | - | - | - | - | -- | -- | ---- |  | -------------------------- | --- | --- | --- | --- |
| 1    | Enyimba FC       | 12  | 6 | 4 | 0 | 2 | 5  | 5  | 0    |  | Enyimba FC                 |     | 1-0 | 1-0 | 2-0 |
| 2    | CARA Brazzaville | 9   | 6 | 3 | 0 | 3 | 7  | 5  | +2   |  | CARA Brazzaville           | 3-0 |     | 3-1 | 1-0 |
| 3    | Williamsville AC | 8   | 6 | 2 | 2 | 2 | 5  | 5  | 0    |  | Williamsville AC           | 2-0 | 1-0 |     | 0-0 |
| 4    | Djoliba AC       | 5   | 6 | 1 | 2 | 3 | 3  | 5  | -2   |  | Djoliba AC                 | 0-1 | 2-0 | 1-1 |     |

### Groupe D
| Rang | Équipe         | Pts | J | G | N | P | Bp | Bc | Diff |  | Résultats (▼ dom., ► ext.) |     |     |     |     |
| ---- | -------------- | --- | - | - | - | - | -- | -- | ---- |  | -------------------------- | --- | --- | --- | --- |
| 1    | USM Alger      | 11  | 6 | 3 | 2 | 1 | 10 | 5  | +5   |  | USM Alger                  |     | 1-1 | 2-1 | 4-0 |
| 2    | Rayon Sports   | 9   | 6 | 2 | 3 | 1 | 6  | 5  | +1   |  | Rayon Sports               | 1-2 |     | 1-1 | 1-0 |
| 3    | Gor Mahia      | 8   | 6 | 2 | 2 | 2 | 10 | 7  | +3   |  | Gor Mahia                  | 0-0 | 1-2 |     | 4-0 |
| 4    | Young Africans | 4   | 6 | 1 | 1 | 4 | 4  | 13 | -9   |  | Young Africans             | 2-1 | 0-0 | 2-3 |     |

## Phase finale

### Qualification et tirage au sort
Les quatre premiers et les quatre deuxièmes de chaque groupe participent à 
la phase finale, qui débute par les quarts de finale. En cas d'égalité entre deux ou plusieurs équipes, le classement est déterminé d'abord par la différence de points particulière entre les équipes à égalité puis la différence de buts particulière. Les premiers 
sont têtes de série et reçoivent pour le match retour contrairement aux deuxièmes.
| Groupe | 1er de groupe – Tête de série | 2e de groupe – Non-tête de série |
| ------ | ----------------------------- | -------------------------------- |
| A      | Raja CA                       | AS Vita Club                     |
| B      | RS Berkane                    | Al-Masry Club                    |
| C      | Enyimba FC                    | CARA Brazzaville                 |
| D      | USM Alger                     | Rayon Sports                     |

### Quart de finale
| Équipe           | Aller | Total | Retour | Équipe     |
| ---------------- | ----- | ----- | ------ | ---------- |
| Rayon Sports FC  | 0 - 0 | 1 - 5 | 1 - 5  | Enyimba FC |
| CARA Brazzaville | 1 - 2 | 1 - 3 | 0 - 1  | Raja CA    |
| Al-Masry Club    | 1 - 0 | 2 - 0 | 1 - 0  | USM Alger  |
| AS Vita Club     | 3 - 1 | 4 - 2 | 1 - 1  | RS Berkane |

### Demi-finales
| Équipe        | Aller | Total | Retour | Équipe       |
| ------------- | ----- | ----- | ------ | ------------ |
| Enyimba FC    | 0 - 1 | 1 - 3 | 1 - 2  | Raja CA      |
| Al-Masry Club | 0 - 0 | 0 - 4 | 0 - 4  | AS Vita Club |

### Finale
Le match aller se déroule le 25 novembre et le match retour le 2 décembre 2018.*
| Entraîneur :        |
| Juan Carlos Garrido |

| Entraîneur :   |
| Florent Ibenge |

| Entraîneur :        |
| Juan Carlos Garrido |

| Entraîneur :   |
| Florent Ibenge |

| Entraîneur :   |
| Florent Ibenge |

| Entraîneur :        |
| Juan Carlos Garrido |

| Entraîneur :   |
| Florent Ibenge |

| Entraîneur :        |
| Juan Carlos Garrido |

## Vainqueur
| Coupe de la confédération Vainqueur 2018 |
| ---------------------------------------- |
| Raja CA Premier titre                    |